# Mad Decent
La Mad Decent è un'etichetta discografica statunitense, fondata da Diplo nel 2006.

## Storia

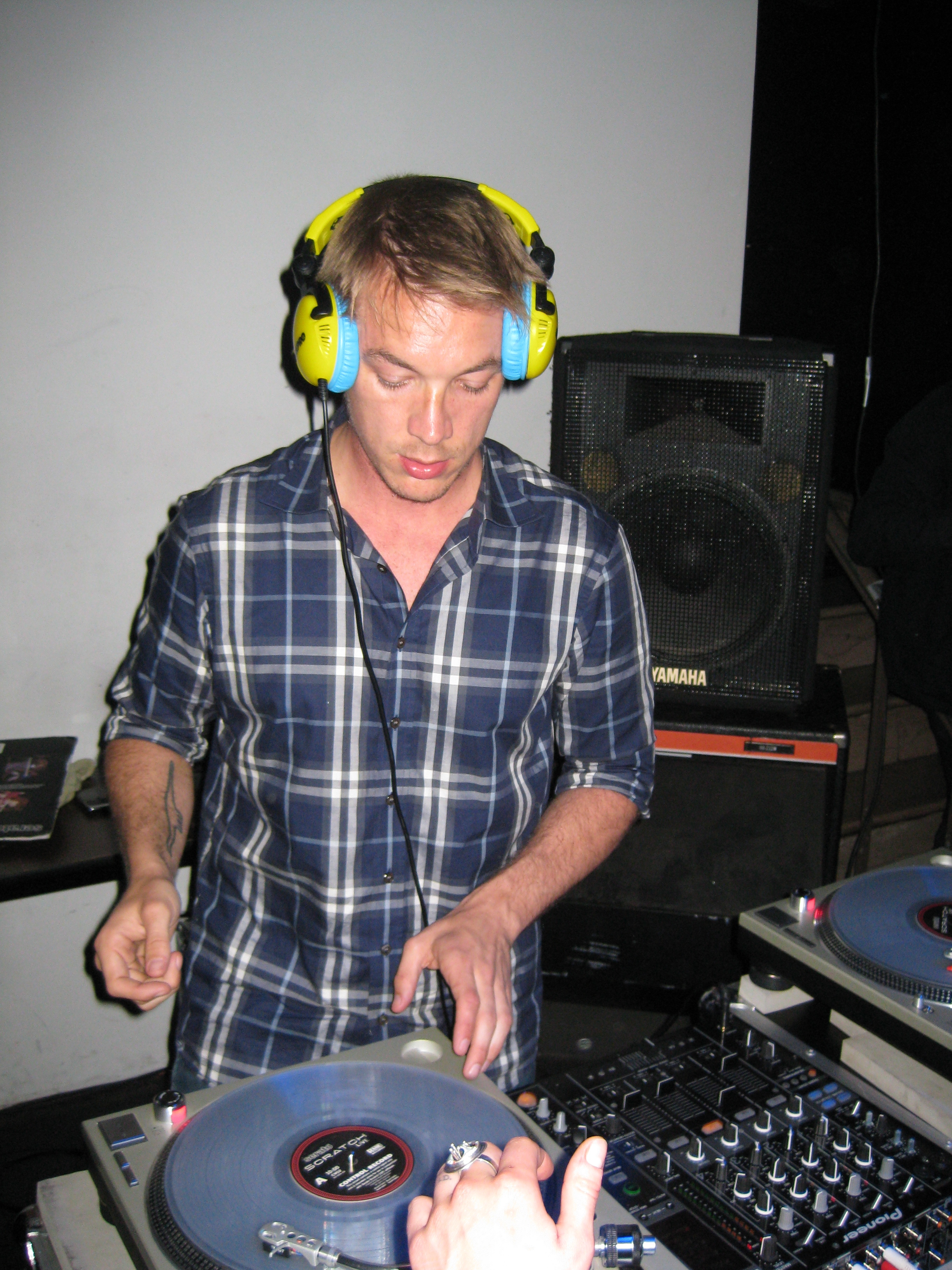
Diplo (2009)

La Mad Decent venne fondata da Diplo nel 2006 a Filadelfia. Nel 2008 l'etichetta lanciò il suo festival itinerante Mad Decent Block Party. Nel 2010 la sede dell'etichetta venne trapiantata a Los Angeles. Nel 2011 venne inaugurata la Jeffrees, sotto-etichetta della Mad Decent che offre "uno sbocco creativo atto a curare e promuovere nuova musica mirata alla sperimentazione in linea con gli obiettivi originali dell'etichetta". La Mad Decent ottenne maggiore attenzione nel 2012 e nel 2013 grazie al tormentone e fenomeno virtuale di Harlem Shake di Baauer. Nel 2016 la Mad Decent lanciò un'altra etichetta che prende il nome di Good Enuff. Alla Mad Decent viene attribuito il merito di aver popolarizzato nei club di tutto il mondo il funk carioca brasiliano, il kuduro angolano, e il moombahton, un genere ideato da Dave Nada.